# フレッチェ・トリコローリ

フレッチェ・トリコローリ

フレッチェ・トリコローリ（伊: Frecce Tricolori）は、イタリア空軍の曲技飛行隊。イタリア北部のリボルト空軍基地を拠点とする。名称の「フレッチェ」は「矢」を意味し、「トリコローリ」は直訳すれば「三色」、ひいては「三色旗（イタリア国旗）」を表す。

## 概要
1961年創設。正式な飛行隊名は第313曲技飛行隊（313° Gruppo Addestramento Acrobatico）。拠点はイタリア北部のリヴォルト空軍基地（フリウリ＝ヴェネツィア・ジュリア州ウーディネ県コドローイポ市）。
創設当初はノースアメリカン F-86E戦闘機を用い、1963年からはフィアット G.91を用いた。
1982年からはアエルマッキ MB-339練習機を用いている。飛行隊は10機で演技を行うことが特徴であり、この機数は各国の曲技飛行隊中、最多である。飛行隊名から名づけられたアポロ313と言う演技課目もある。
演技内容は10機・9機による編隊と5機・4機による2つの編隊による組替と交差演技、ソロ1機によるテールスライド、ラムシェバック、クレージーフライト等。他チームは2機のソロ機を用いているが、フレッチェでは「ソロは1機なんだからソロ」と言うチームのポリシーを守っているのが特徴。ほぼ毎年同じ課目で演技をしているが決して観客を飽きさせることはなく、飛行技術、演技内容、観客に対する見せ方等、世界最高レベルのアクロチームである。
2010年9月には部隊創設50年を記念したエアショーがリボルト基地で開催され、イギリス、フランス、スペイン、スイス、クロアチア、ポーランド、ヨルダンのアクロチームが集結した。
2018年を目途に、現用のM.B.339からアエルマッキ M‐345 HET（アエルマッキ S-211の近代化改修型）へ機種転換する計画であったが、後にM-346に変更されている。

## イベント
2003年のクリスマス直前、F1の世界チャンピオン・チーム、スクーデリア・フェラーリとその年のレースカーであるF2003-GAにて、このチームに所属するジェット戦闘機ユーロファイター タイフーンとの競走というイベントを開催したことがある。F2003-GAの運転はミハエル・シューマッハが行った。イタリアのバッカリーニ空港で行われたこのレースは、600mではF2003-GAが勝利したが、900mと1,200mではユーロファイターが勝利。雨天もありユーロファイターの2勝1敗という結果になった。

## 事故
1988年8月28日にドイツのラムシュタイン空軍基地で空中衝突を起こし、3機が墜落。地上の観客とパイロット合わせて70名の死者を出す大惨事が起きた。ただし同年10月に行われたパトルイユ・ド・フランス創設記念エアショーには6機によるフライバイ課目のみの展示ながらも復活した。
2023年9月16日、イタリア空軍創設100周年記念式典で行う展示飛行の訓練中に1機のMB-339が墜落。パイロットは脱出して無事であったが、付近を通行していた車両が巻き込まれ、女児1名が死亡、3名が負傷した。これを受けて、翌日に予定されていた記念式典は中止となった。

## ギャラリー

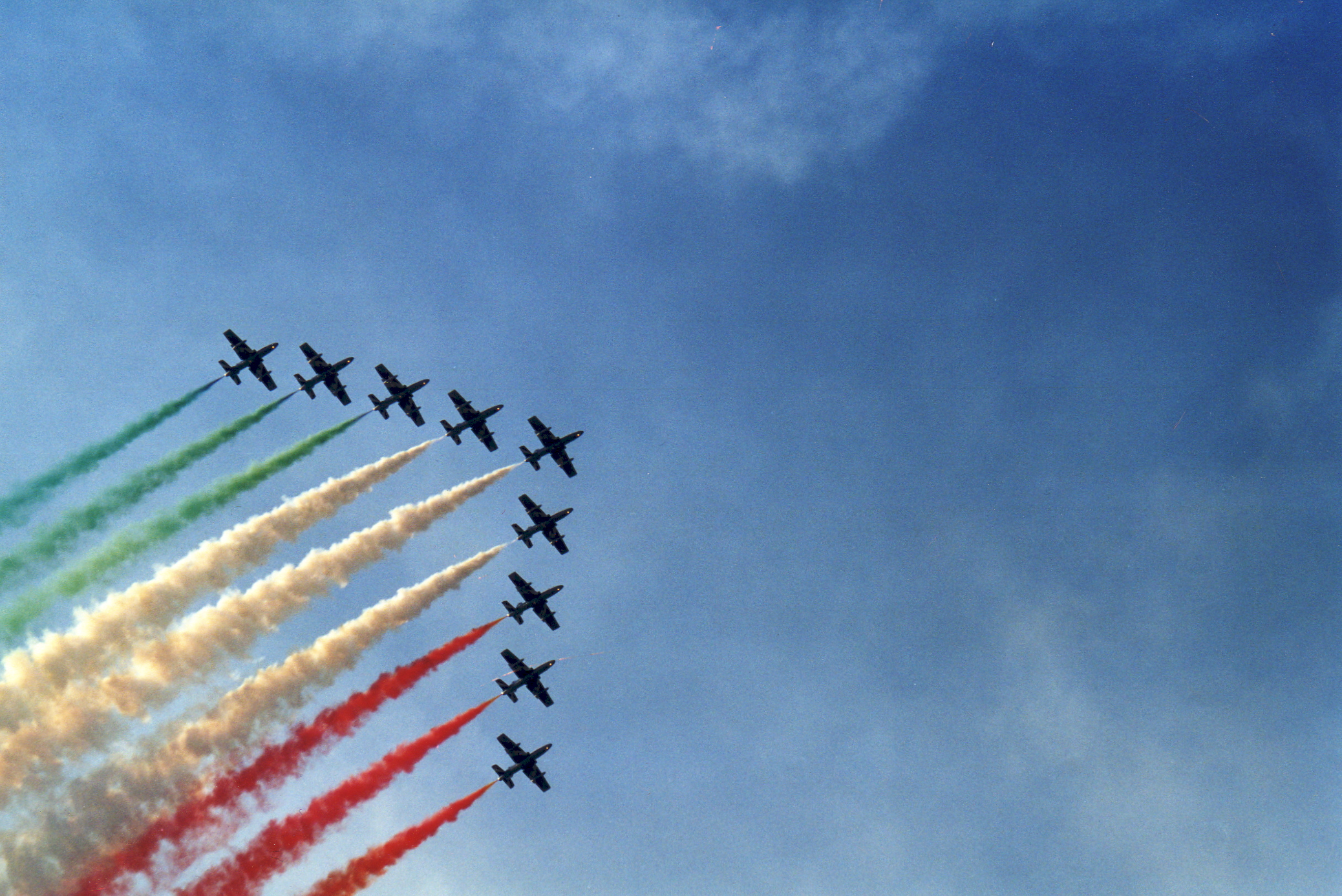
Rivolto
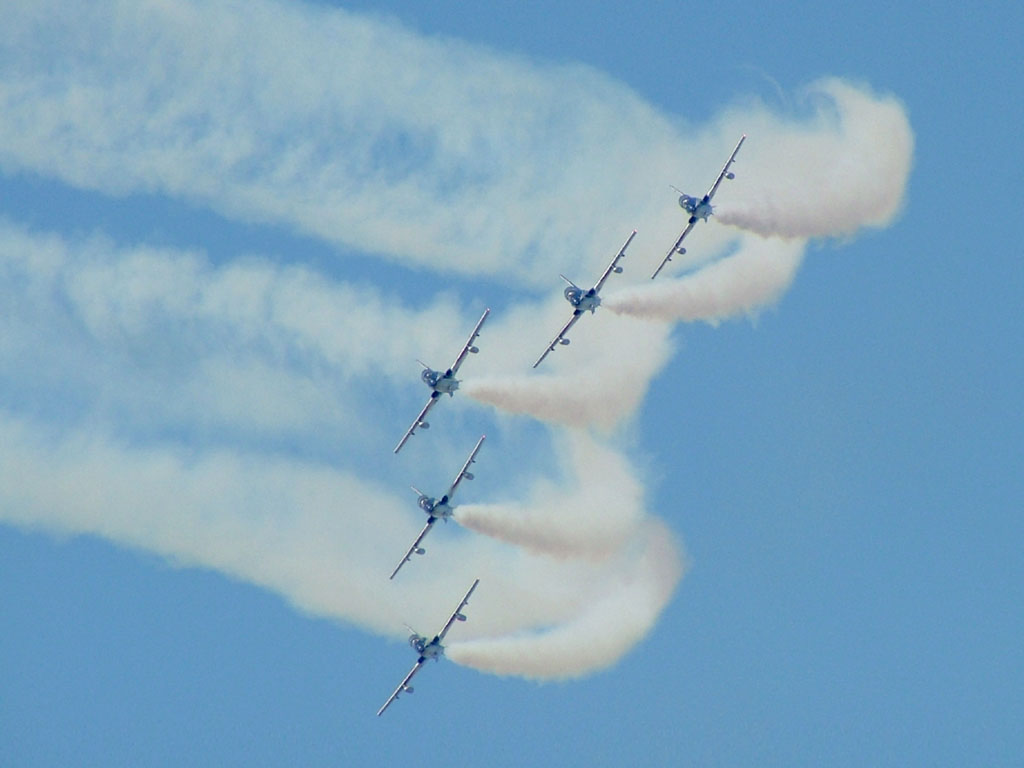
イギリスの航空ショーRIATにて2005年撮影
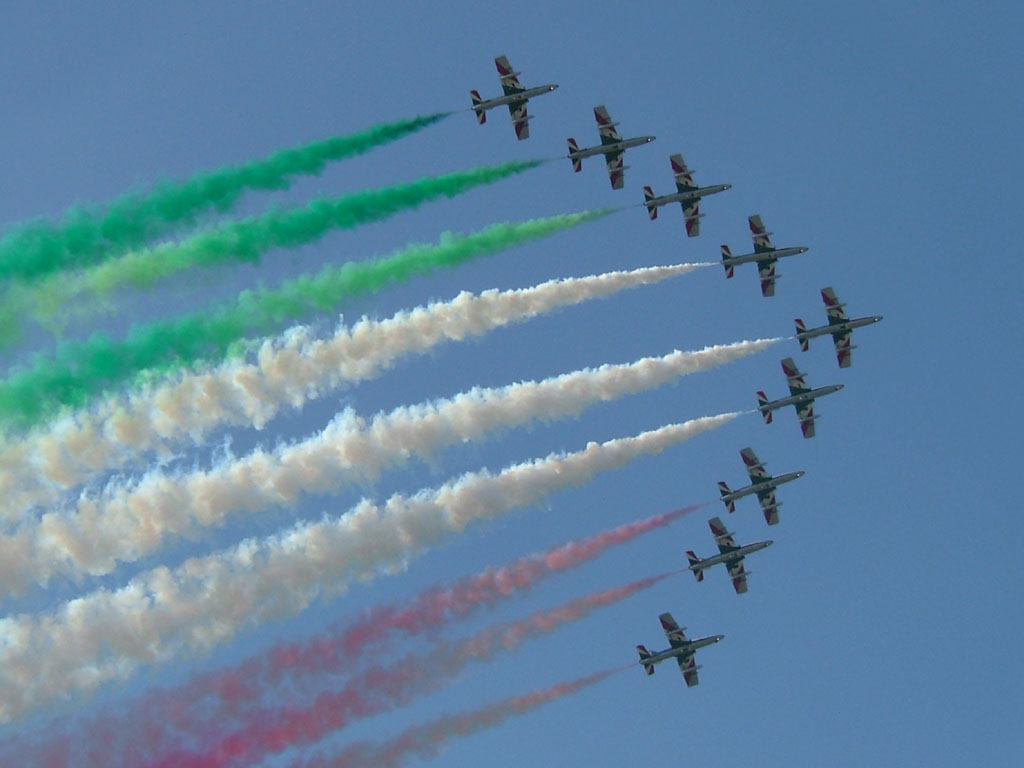
イギリスの航空ショーRIATにて2005年撮影
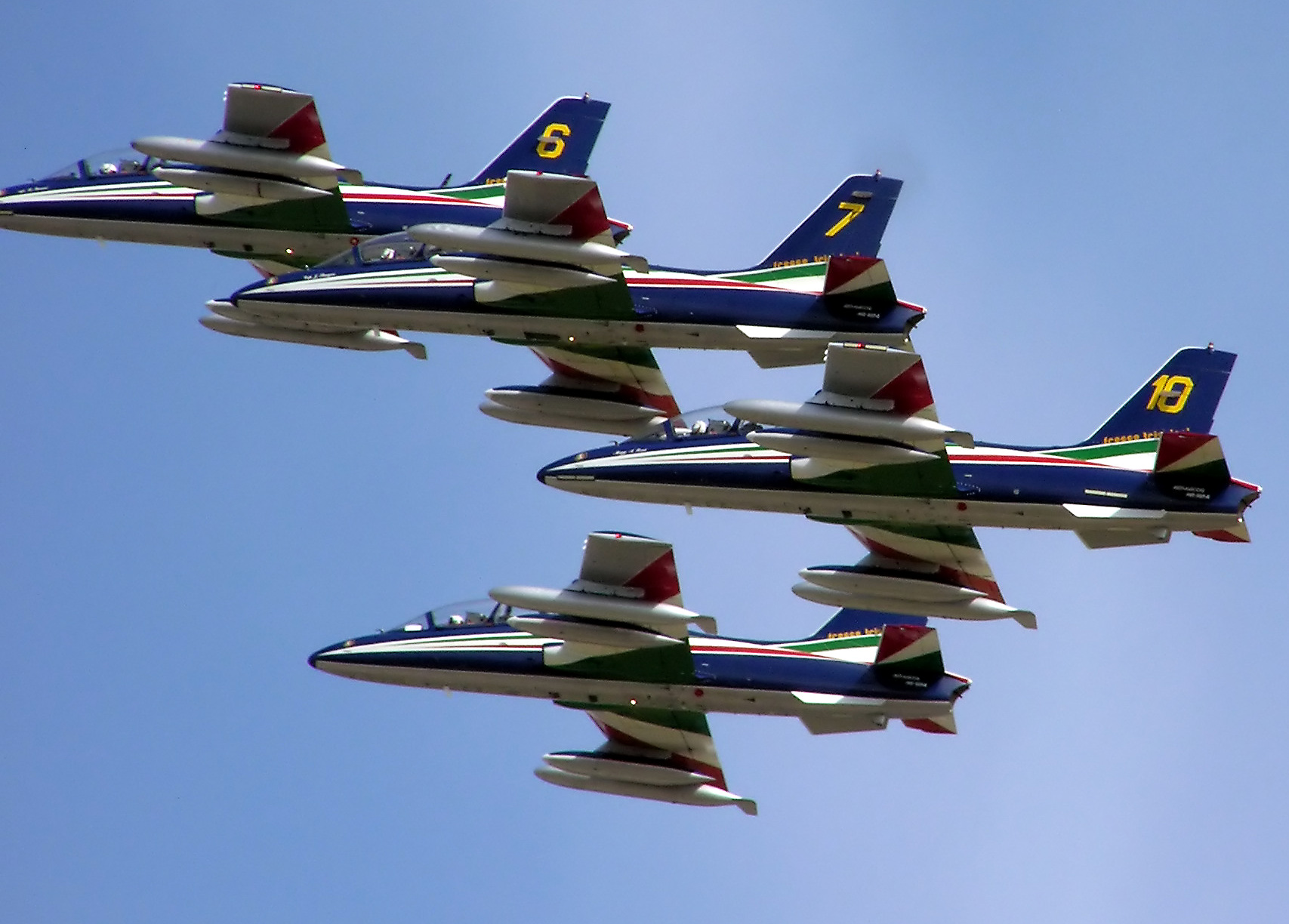
イギリス航空ショーRIATにて2005年撮影
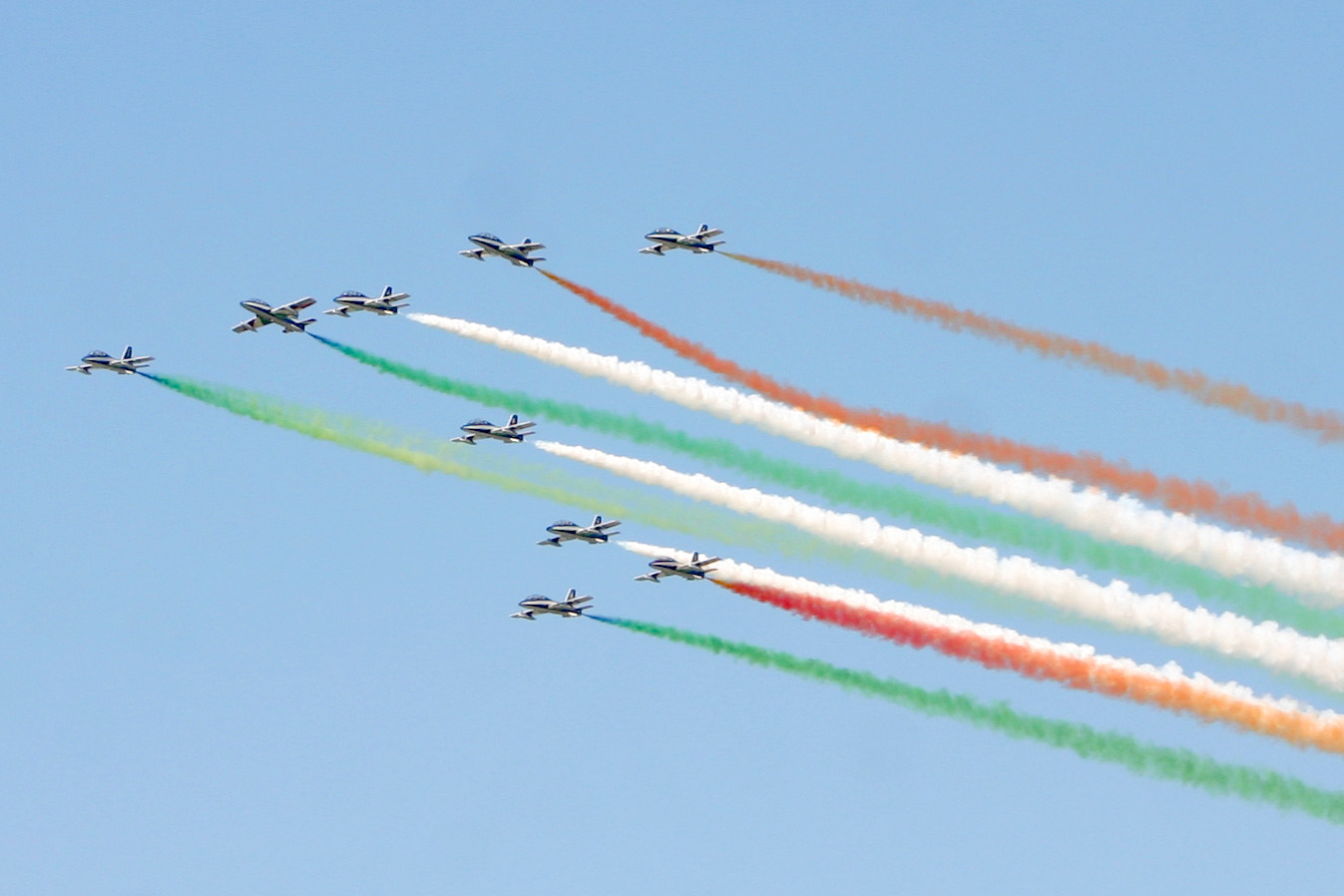
Air 04、スイス、パイェルヌ
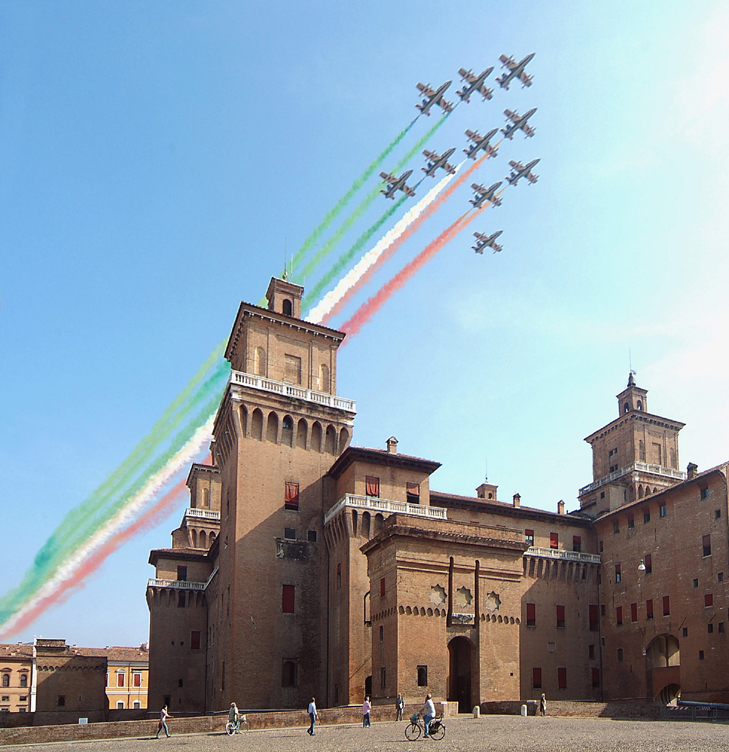
エステンセ城、イタリア、フェラーラ
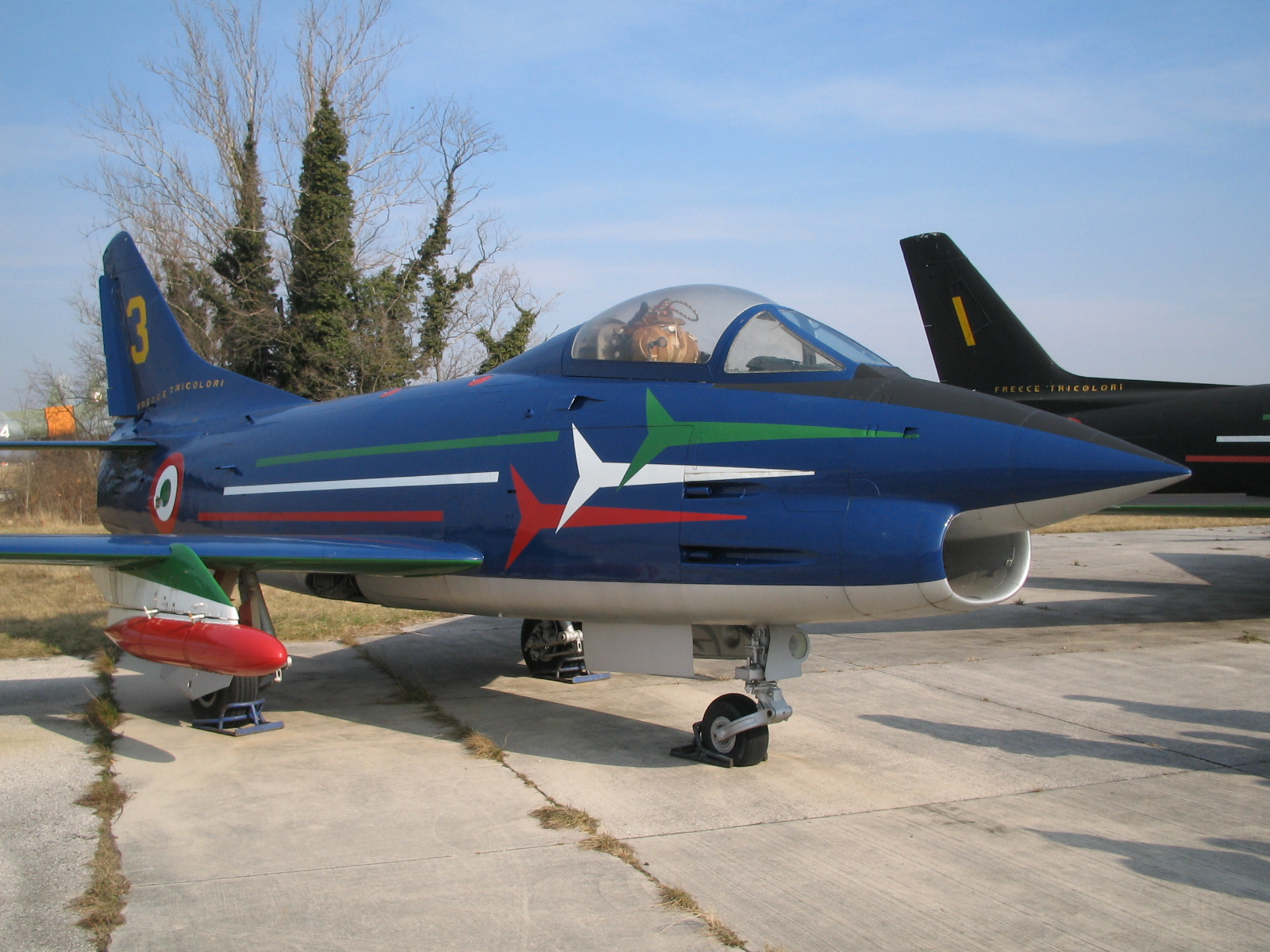
フィアット G.91 PAN
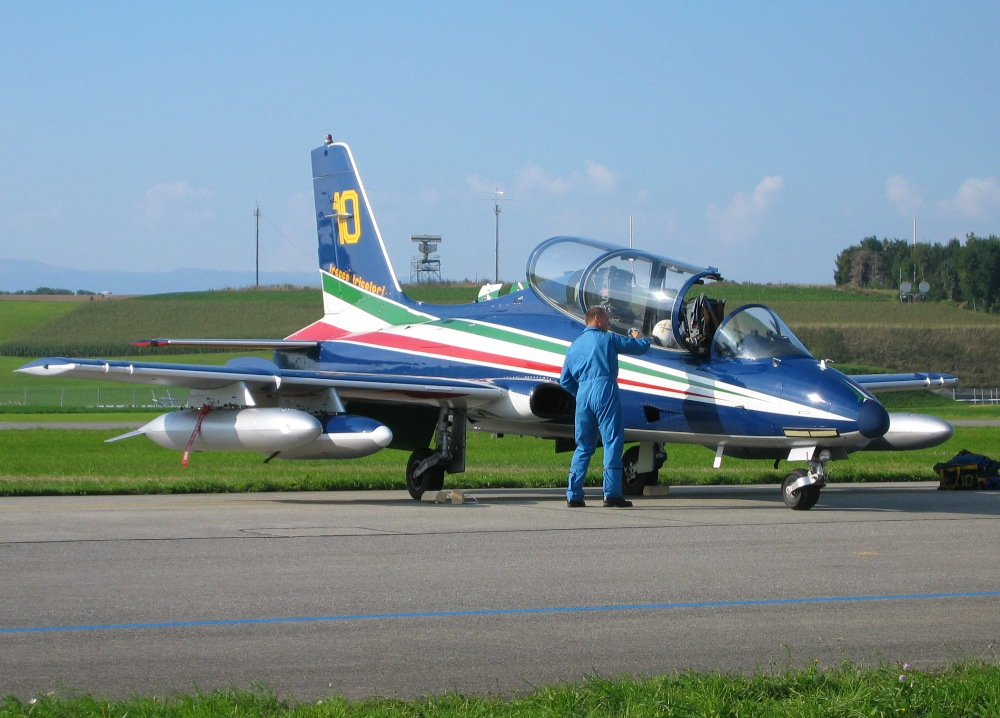
アエルマッキ MB-339 PAN
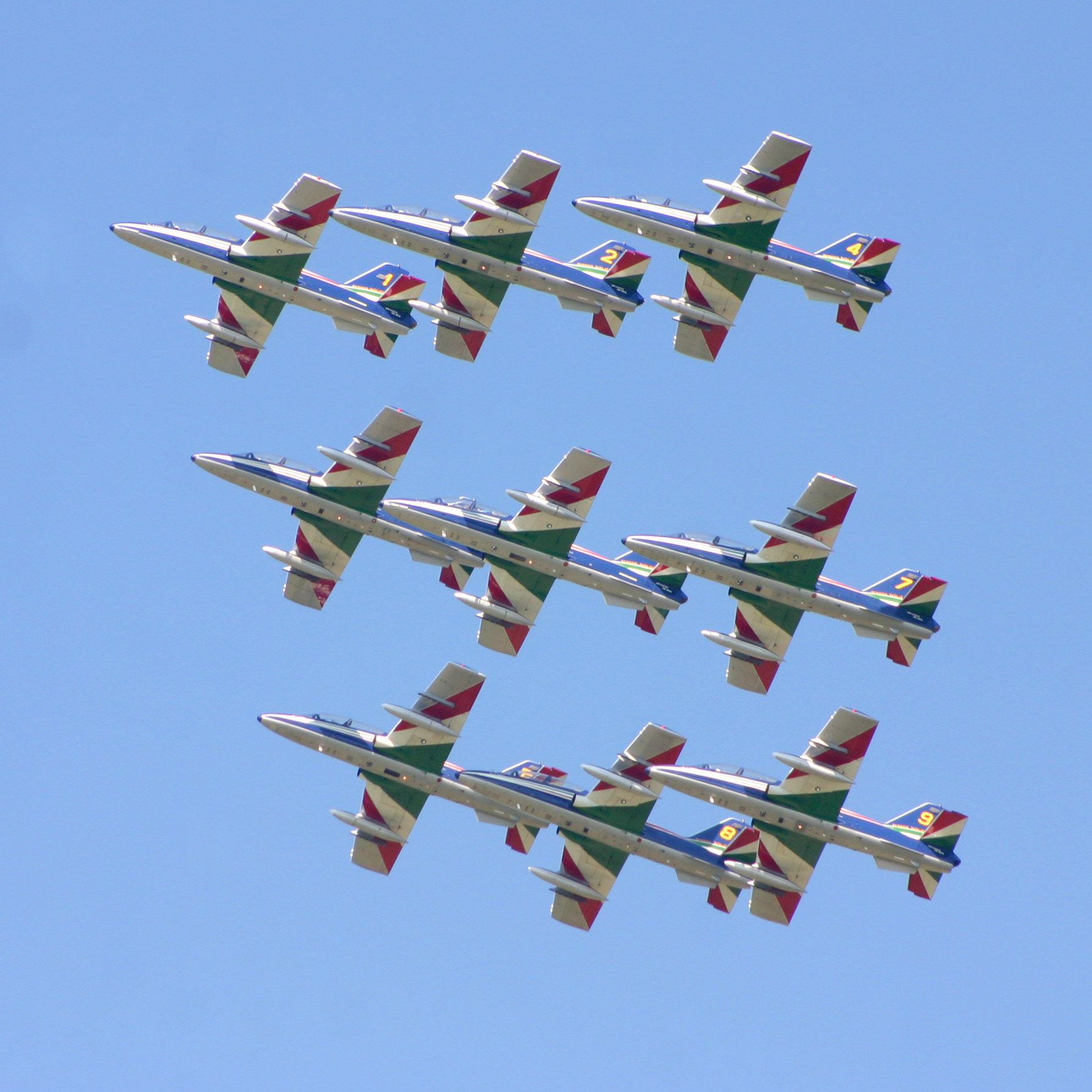
Air 04、スイス、パイェルヌ
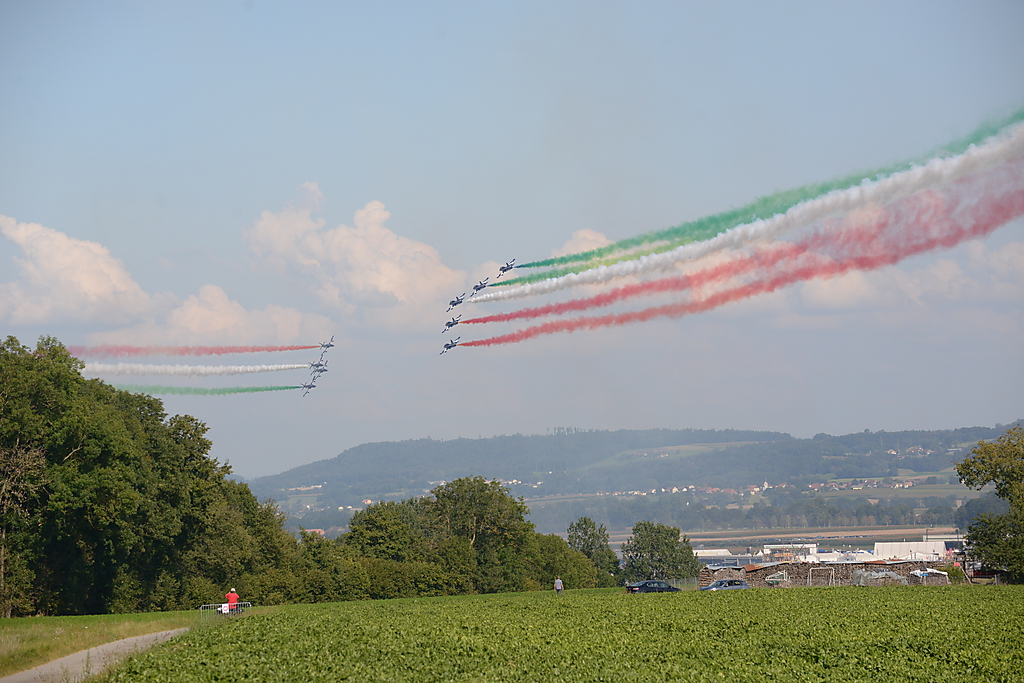
Air14、スイス、パイェルヌ
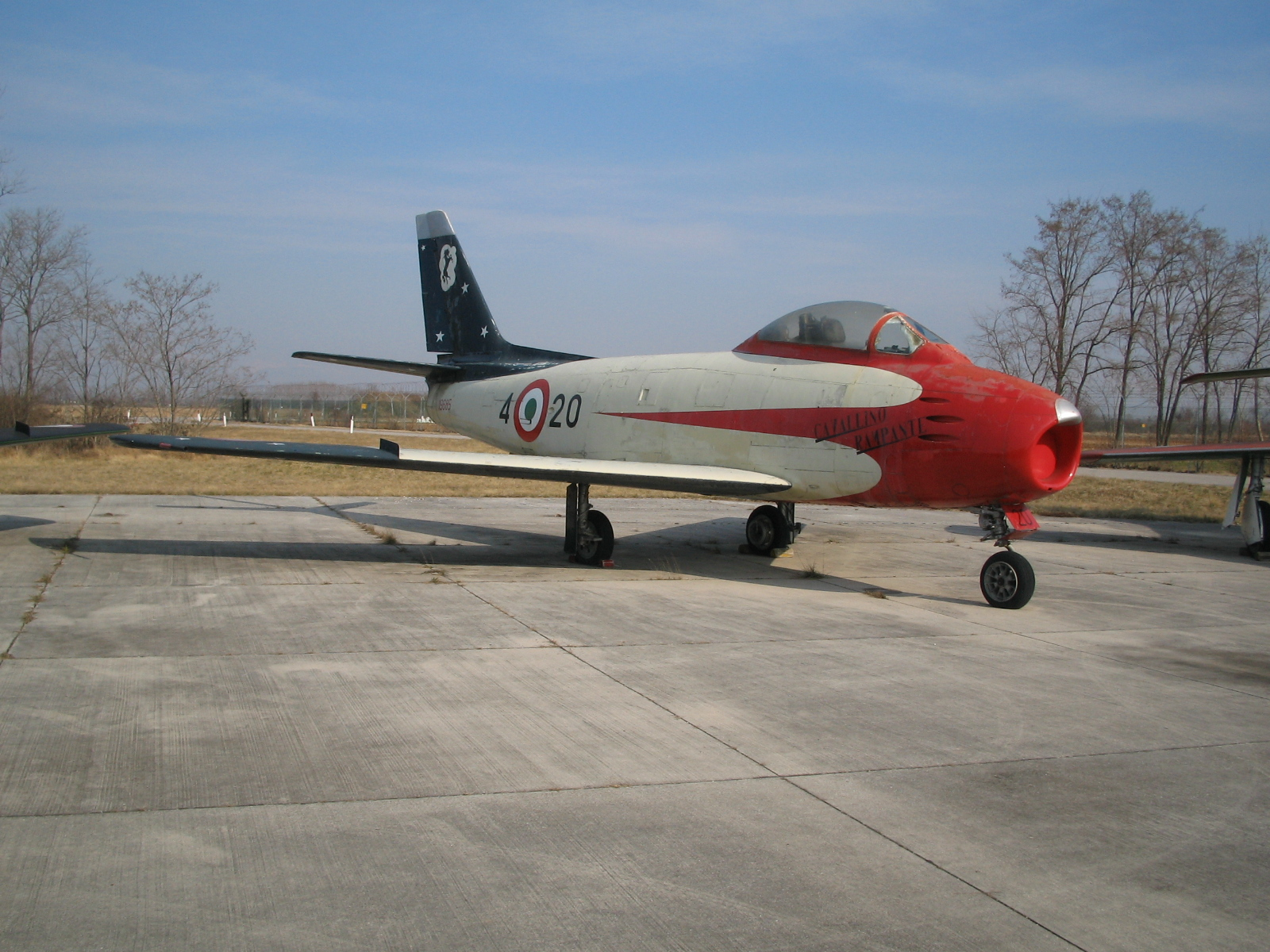
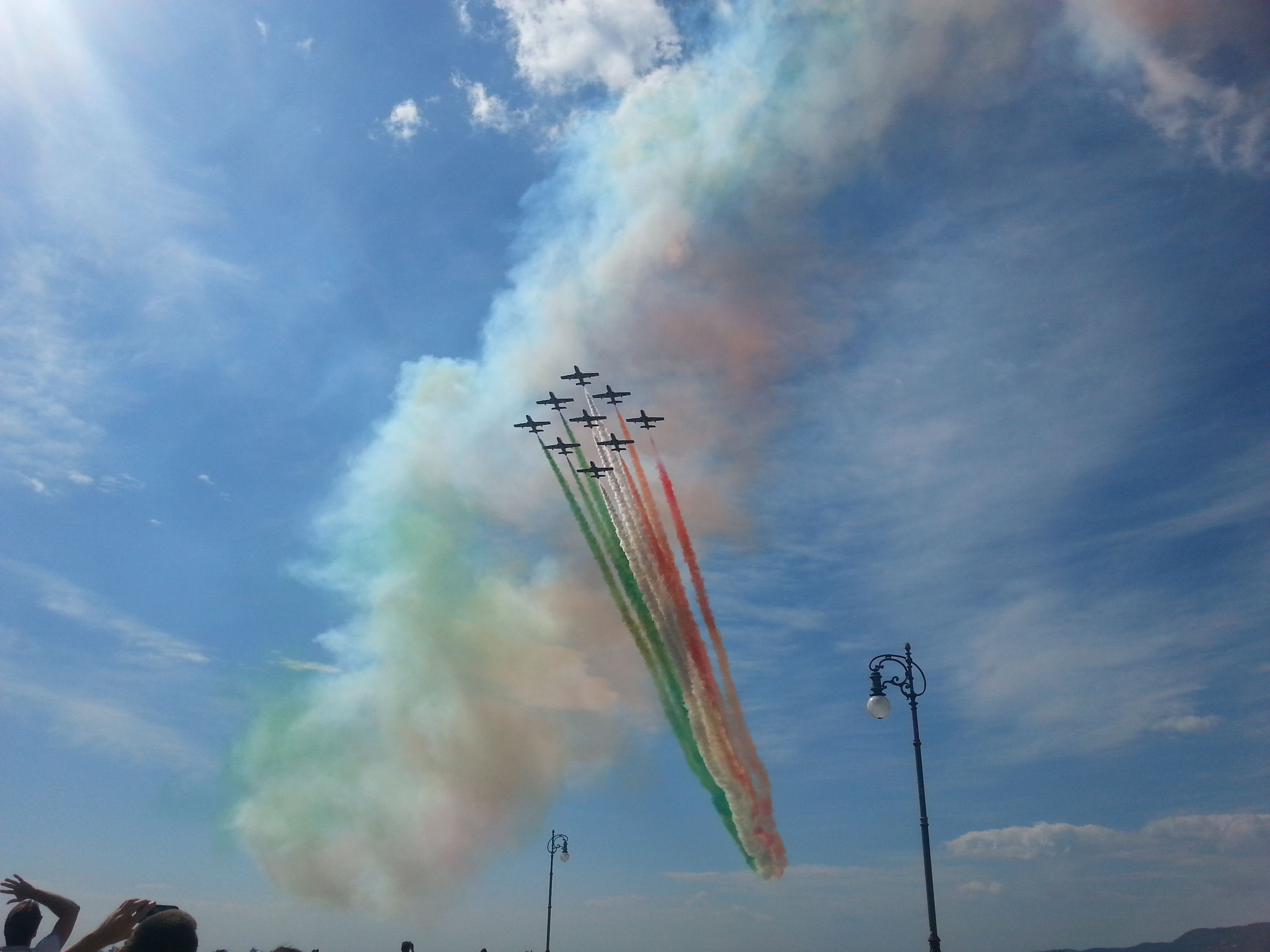
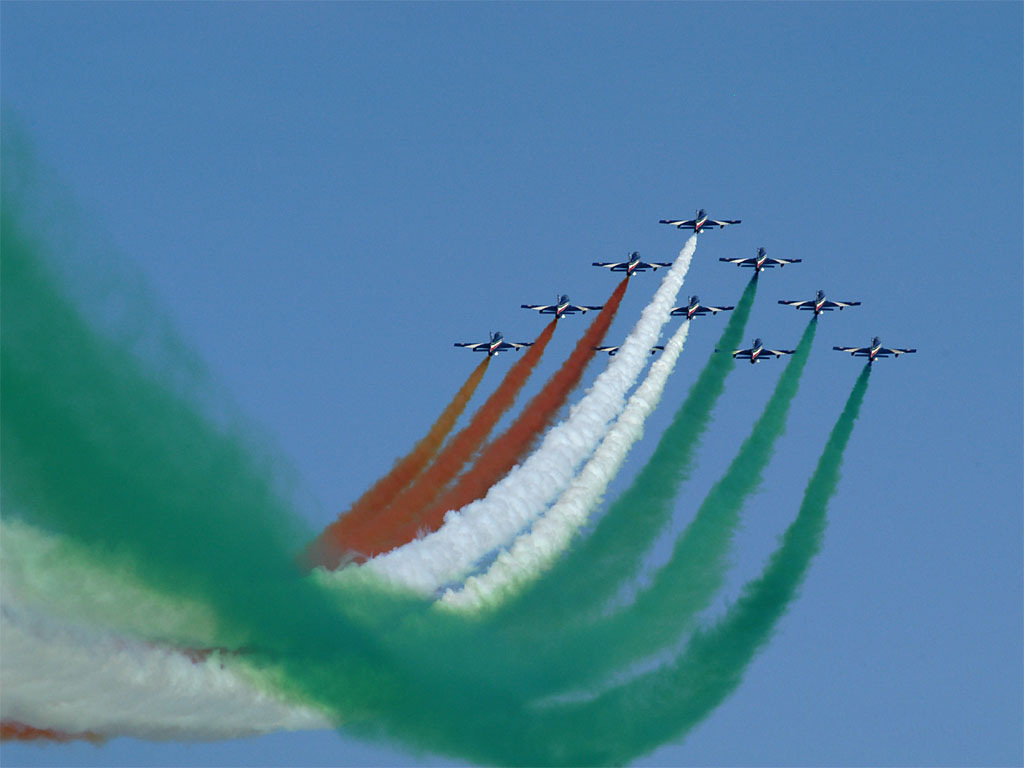